# Euophrys granulata
Euophrys granulata là một loài nhện trong họ Salticidae.
Loài này thuộc chi Euophrys. Euophrys granulata được J. Denis miêu tả năm 1947.